# Montevideo Wanderers Fútbol Club
Pour les articles homonymes, voir Wanderer.
Maillots
Dernière mise à jour : 29 mai 2025.
Le Montevideo Wanderers Football Club est un club uruguayen de football basé à Montevideo.

## Historique
- 1902 : fondation du club

## Palmarès
- Championnat d'Uruguay (3) 
  - Champion : 1906, 1909, 1931

- Championnat d'Uruguay de deuxième division
  - Champion : 1952, 1962, 1972 , 2000

## Anciens joueurs
- Enzo Francescoli
- Mauro Méndez
- Fernando Muslera